# Place (Reddit)
Place（プレース）とは、2017年4月1日からReddit内にて実施された共同プロジェクト、社会実験のことである。実験はr/placeと呼ばれるSubreddit内にあるオンラインキャンバスにて行われ、登録したユーザーは16色から1色を選び、キャンバスを1 pxごとに編集することが出来た。色を置いたユーザーは、5分から20分の間編集できないようになっていた。
この実験は、Redditコミュニティの文化やインターネットの文化を表現したものであるとして賞賛を受けた。
2022年3月28日にRedditはPlaceを2022年4月1日から4日間、再び稼働させると発表した。

## 実験内容と経過
この実験はr/placeと呼ばれるSubreddit内に基づいており、登録したユーザーは縦1000 px、横1000 px、合わせて100万 pxの正方形のキャンバスに、単色のピクセル（pixel）または「タイル」（tile）を設置でき、次のタイルを置けるまで5分間待機する必要があった。待機時間は実験中に5分から20分へと延長され、ユーザーはパレット内にある16色から自由に色を選択できた。
実験初期の時間は、ランダムのピクセルに色が配置されたり、無秩序に文字や画像が描かれた。この時描かれた絵について、Placeの起案者であるJosh Wardleは、「便所の落書きでよく見られるようなものである。」と表現した。最初に、明確な秩序を持って作成された作品は、キャンバスの隅にある青色のコーナーとポケットモンスターをオマージュしたものであった。キャンバスが発展していくにつれ、コンピュータゲームやスポーツチーム、個々の国などといった、複数の確立されたコミュニティが、特定の部分にて装飾をするために、ユーザーを動員し、作業を指揮するようになった。
残りの部分は、コミュニティやイベント期間中に行われた調整作業によって作成された。複数のコミュニティの共同作業で出来上がったドット絵作品は、架空のキャラクターやNyan Catなどのインターネット・ミームから、愛国的な旗、モナ・リザや星月夜といった有名な絵画の再現まで様々であった。また、いくつかの「カルト」が形成され、黒色の超空洞や緑色の格子、複数の色からなる「レインボーロード」といったエンブレム的な画像を作成し、維持した。実験は作成から72時間後に終了し、合わせて100万人以上のユーザーが参加し、合計で1600万回以上の編集が行われた。また、終了直前には9万人のユーザーが編集を行っていた。

## 評価
Placeのアイデアは、Redditコミュニティのカラフルな表現であるという点で賞賛された。ニューズウィークは、「インターネット史上最高の実験」と呼び、A.V.クラブは、「Redditorが最善を尽くす、すなわち、互いに好きなことを議論するための、良性で多彩な手段である。」と評した。経済教育財団は、「社会を特徴づける新たなる自発的な秩序の縮図である。」と評し、ギズモードは、「やりたい放題であるインターネットの記念物であり、インターネットのコラボレーション能力の証でもある。」と評した。
また、キャンバスの最後の構成とSubreddit内の個々のコミュニティとの関連性に関する評価もある。これらのコミュニティは独自の存在であったが、より大きなコミュニティの一部として協力していた。Ars Technicaのライターは、Placeにおける協調の精神がインターネットコミュニティ上における過激思想と戦うためのモデルとなりうることを示唆している。
一方、仕様面については、Botの不正利用からピクセルを保護するプログラムや、ピクセルの自動配置機能が欠如していた点に関して、批判的な意見もあった。